# ناري
ناري (1874-1944) هو ملا كاكة حمة البيلويي وكان أحد من أشهر شعراء الكرد في القرن 20.

## حياته
ولد في قرية كيكن في مريوان وتوفي سنة 1944 م ودفن فی قریة البيلو.

## شعره
كانت غالب أشعاره في الغزل با الكردية منها (بەغەمزەی چاوی مەغموڕی مەستی کڕدین). له بعض أشعار با الفارسية.